# Stevens T. Mason

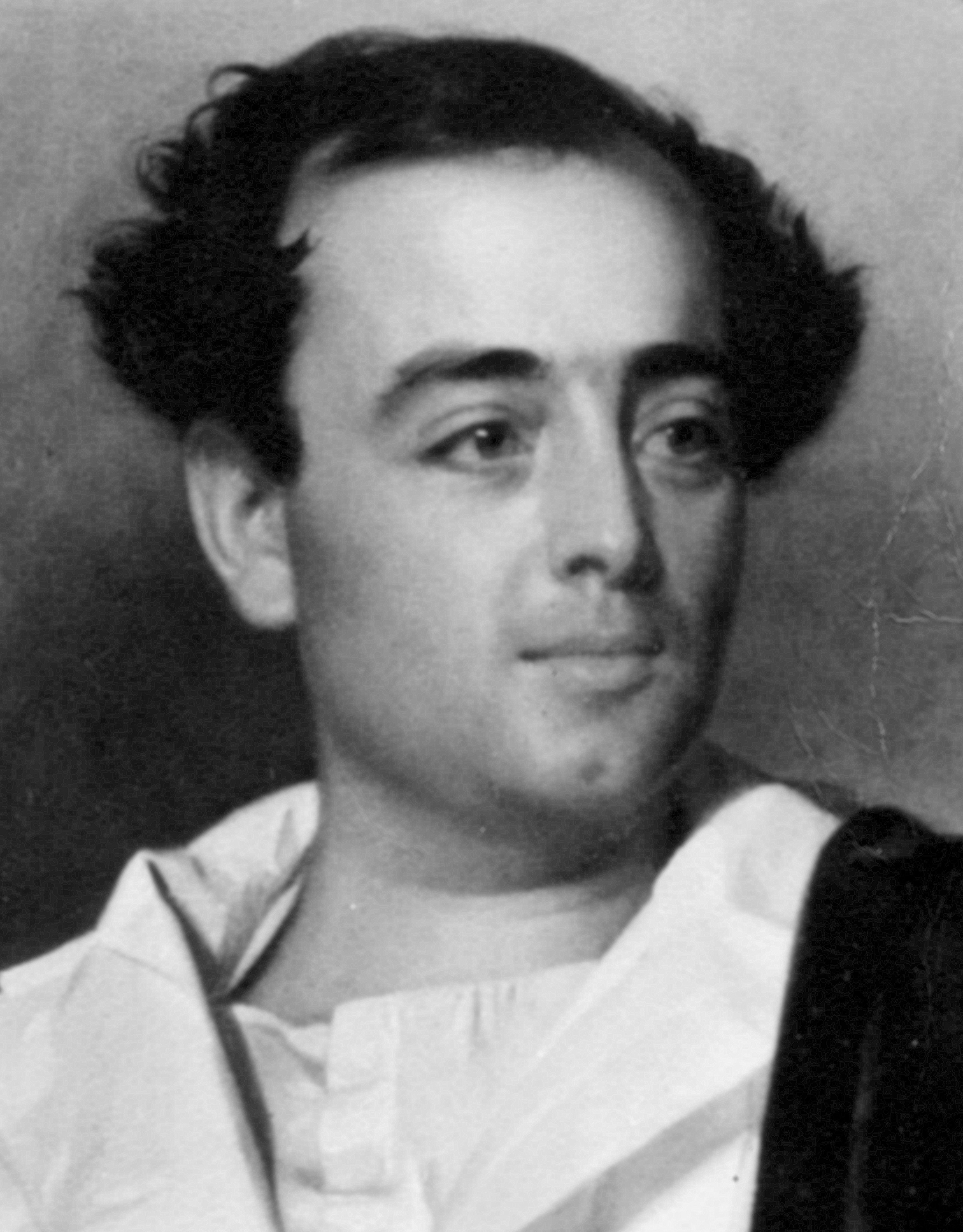
Stevens T. Mason

Stevens Thomson Mason, född 27 oktober 1811 i Loudoun County i Virginia, död 4 januari 1843 i New York, var en amerikansk demokratisk politiker. Han var guvernör i delstaten Michigan 1837–1840. Han kallades "The Boy Governor" på grund av den ringa åldern. Michigan godkändes som delstat i USA i januari 1837 men Mason vann det första guvernörsvalet redan den 6 oktober 1835 innan han hade hunnit fylla 24 år. Han var sonson till Stevens Thomson Mason som var senator för Virginia 1794–1803.
Mason var en skicklig politiker redan som nittonåring och förespråkade grundandet av delstaten Michigan. Han tjänstgjorde 1831 som Michiganterritoriets sekreterare (Secretary of Michigan Territory) trots att han inte ens hade rösträtt vid det skedet.
Mason efterträdde 1834 George Bryan Porter som guvernör i Michiganterritoriet. President Andrew Jackson avsatte Mason året efter och John S. Horner skötte ämbetet som tillförordnad guvernör fram till juli 1836.
Michigan hade redan 1835 uppfyllt villkoren för att bli delstat med undantag för kongressens godkännande. De främsta orsakerna till att godkännandet dröjde var en gränsdispyt med Ohio och motviljan hos sydstaterna att godkänna ytterligare en delstat med ett förbud mot slaveriet. Mason vann 1835 det första guvernörsvalet och var redo att leda den nya delstaten genast då godkännandet fanns till hands. I och med att John S. Horner lämnade Michiganterritoriet i juli 1836 återgick styret rent praktiskt till Mason även om han i det skedet var erkänd varken som delstatens guvernör eller som territoriets guvernör. Mason lyckades lösa gränsdispyten med Ohio och den 26 januari 1837 godkändes Michigan slutligen som delstat. Mason efterträddes 1840 som guvernör av William Woodbridge och han flyttade året efter till New York där han 1843 avled i lunginflammation.
Mason gravsattes ursprungligen på New York Marble Cemetery på Manhattan men gravplatsen flyttades 1905 till Detroit. Mason County, Michigan har fått sitt namn efter Stevens T. Mason.